# アロハ暖房
『アロハ暖房』（アロハだんぼう）は、北海道テレビ放送（HTB）で1995年1月13日から3月31日まで放送された北海道ローカルのテレビドラマ。「エリアコードドラマ011」の1本。
放送時間は毎週金曜深夜23時30分-24時00分。全12回。
札幌の中心部に建つ、だるまストーブだけを扱うストーブ店「アロハ暖房」とそこに携わる人々が織りなすコメディー。

## キャスト
- 浩太郎：中野英雄
- 広志：高知東急（現：高知東生）
- 源太郎：きたろう
- 高司：小原勝利
- 角栄：谷敷直哉
- 律子：大畠和音
- かおり：宇田川綾子

## スタッフ
- 制作：ソニーアンティノス、HTB